# Beverly Hoch
Beverly Hoch (nascida em 26 de agosto de 1951) é uma soprano de coloratura e professora de música estadounidense, que teve um desempenho ativa da carreira em óperas, concertos, shows e em gravações desde a década de 1970. Ela ensina na Universidade Texas Woman's desde 2007.

## Vida e carreira
Nascida em Marion, Kansas, Hoch recebeu o diploma de Bacharel em Artes pela Universidade Friends em 1973 antes de prosseguir seus estudos musicais formais. Ela recebeu um diploma de Bacharel em Música pela Universidade Oklahoma City em 1975 e um grau de Mestre em Música em Performance Vocal pela Wichita State University em 1978, onde foi aluna de George Gibson. Ela também estudou ópera brevemente no Sarah Lawrence College, onde interpretou seu primeiro papel na ópera, Zerlina em Don Giovanni em 1978. Ela estudou voz em particular em Nova York com Michael Trimble (1977–1982) e Ellen Faull (1982–1986).
Hoch venceu a divisão regional do Metropolitan Opera National Council Auditions em 1977 antes de vencer o concurso Young Concert Artists em 1979. Ela fez sua estreia na Ópera de Santa Fe como Iza em La Grande-Duchesse de Gérolstein em 1979. Ela fez sua estreia profissional como recital na 92nd Street Y em janeiro de 1980. Em sua resenha de sua performance, o crítico musical do The New York Times Donal Henahan escreveu: "A voz da Senhorita Hoch é pura e ágil, o que satisfaz os requisitos básicos de uma soprano coloratura, mas também tem um vibrato atraente que se presta ao calor e à cor. Como muitas coloraturas, ela pode usá-lo em um estilo instrumental preciso e o fez de maneira deslumbrante."
Em 1980, Hoch interpretou a Fada do Orvalho em Hansel e Gretel na Wolf Trap Opera. Em 1981, ela abriu a temporada da Sociedade de Música de Câmara do Lincoln Center com um concerto de música de Stravinsky e Haydn no Alice Tully Hall. Em 1984, ela interpretou Tiny em Paul Bunyan, de Britten, no Teatro de Ópera de Saint Louis. Em 1985, ela gravou o papel de Clomiri em Handel's Imeneo com o Brewer Baroque Ensemble pela Schwann Records.
Em 1986, Hoch interpretou Olympia em The Tales of Hoffmann no Hawaii Opera Theatre e foi Philine em Mignon no Wexford Festival Opera. Em 1987 gravou o álbum Great Coloratura Solos com a Hong Kong Philharmonic para a MCA Records. Em 1988, ela apareceu na Royal Swedish Opera como a heroína-título de Lucia di Lammermoor. Em 1989, ela interpretou o papel-título em Lakmé na Ópera do Arizona. No ano seguinte, ela gravou o papel da Rainha da Noite em The Magic Flute com os London Classical Players e o Schütz Choir of London para a EMI.
Em 1990, Hoch interpretou Ann Page em The Merry Wives of Windsor na Ópera Nacional de Washington. Em 1991, ela interpretou a Rainha da Noite em A Flauta Mágica no Festival de Ópera de Glyndebourne. Em 1992, foi solista destacada da American Symphony Orchestra no Carnegie Hall. Outros destaques de sua carreira incluem interpretar Adele em Die Fledermaus na Ópera de Estrasburgo, Blondchen em Die Entführung aus dem Serail na Opéra National de Lyon e o papel de Zerbinetta em Ariadne auf Naxos em casas de ópera por toda a Alemanha. Como musicista de câmara, ela se apresentou frequentemente com o Bach Aria Group por muitos anos.
Em 1997 ela se casou com o artista de jazz Michael Steinel.